# Ochraethes obscuricornis
Ochraethes obscuricornis är en skalbaggsart som beskrevs av Bates 1892. Ochraethes obscuricornis ingår i släktet Ochraethes och familjen långhorningar. Inga underarter finns listade i Catalogue of Life.